# محمودآباد خلج‌آباد
محمودآباد خلج‌آباد ، روستایی از توابع بخش مرکزی شهرستان شهریار در استان تهران ایران است.

## جمعیت
این روستا در شاهد شهر قرار دارد و براساس سرشماری مرکز آمار ایران در سال ۱۳۸۵، جمعیت آن ۲٬۵۹۶ نفر (۶۵۶خانوار) بوده‌است.

## پرواز شمارهٔ ۷۵۲
پرواز شمارهٔ ۷۵۲ هواپیمایی بین‌المللی اوکراین در این روستا سقوط کرد.